# بحيرة تولسي

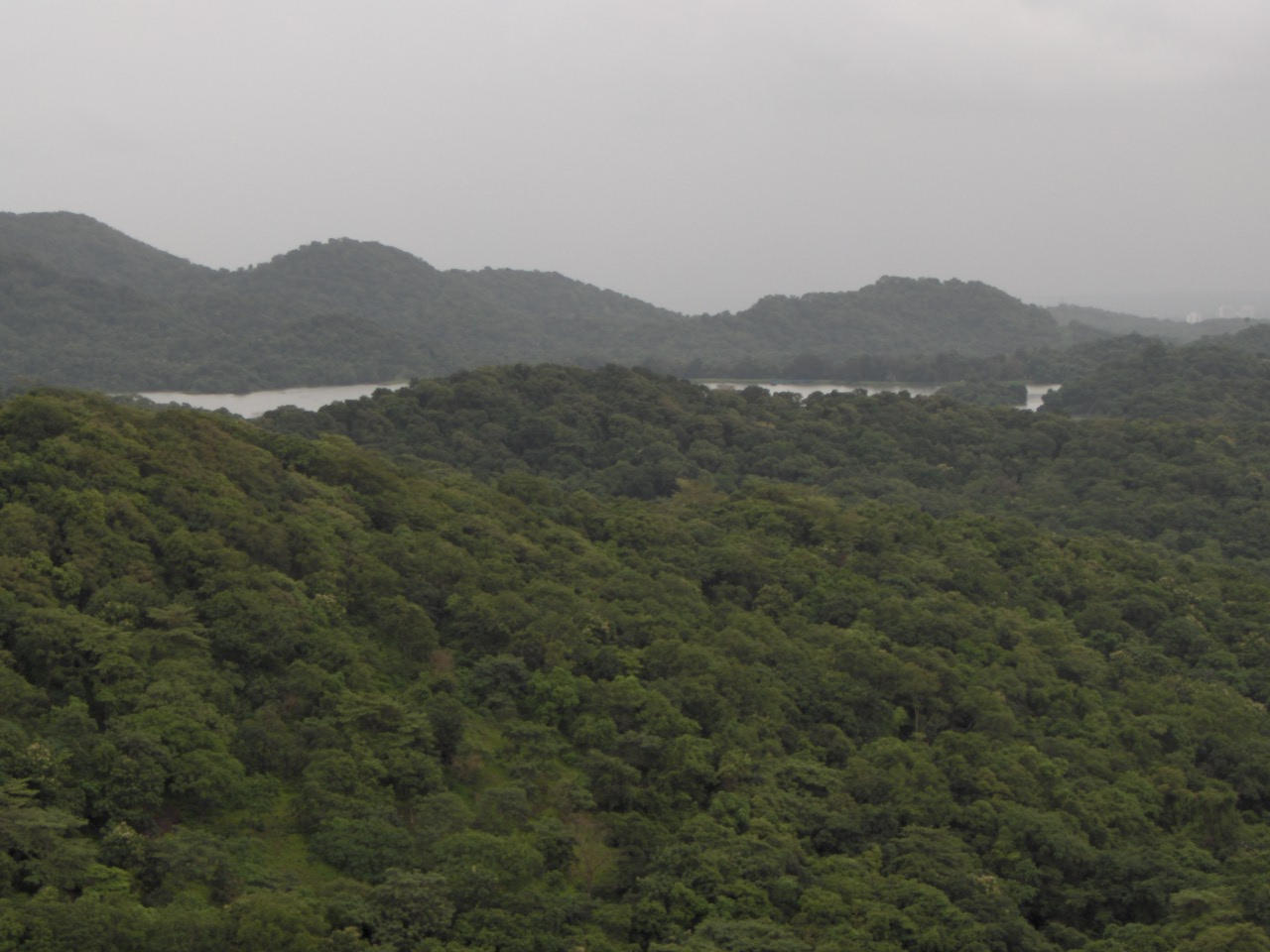
بحيرة تولسي في الهند

بحيرة تولسي (بالهندية: तुलसी सरोवर) هي بحيرة مياه عذبة في شمال مومباي. يُذكر أنها ثاني أكبر بحيرة في مومباي وتوفر جزءًا من مياه الشرب في المدينة. هذه إحدى البحيرات الثلاث الواقعة في جزيرة سالسيت ؛ الاثنان الآخران هما بحيرة بواي وبحيرة Vihar